# Jeu de plein air
Pour les articles homonymes, voir Jeux de plein air et Plein Air.
Les jeux de plein air sont des jeux qu'on peut aussi appeler jeux d'extérieur et qui constitue à une dizaine de jeux tel que la pétanque.
De nombreux jeux se pratiquent en plein-air. C'est le cas de la plupart des jeux sportifs ou des jeux enfantins traditionnels des cours de récréation comme Un, deux, trois, soleil, le marroneur, ou Zagamore. C'est également le cas des jeux de plage ou de parc comme le jokari, le frisbee ou la spiroballe.
Des jeux d'extérieur réunissent des assemblées importantes, parfois sur une durée assez longue. C'est le cas des traditionnels grands jeux pratiqués dans les centres de vacances ou des jeux de piste.
Un jeu de rôle grandeur nature se pratique parfois en extérieur, dans un décor et avec des accessoires adaptés au thème du jeu.

## Types de jeu de plein air
- Ballon
- Capture du drapeau
- Croquet
- Frisbee
- Jeux traditionnels bretons
- Jokari
- Marroneur
- Mölkky
- Pétanque
- Tetherball
- Un, deux, trois, soleil
- Zagamore